# Tini Stoessel
Martina Stoessel  (Buenos Aires, 21 de marzo de 1997), conocida artísticamente como Tini Stoessel o Tini, es una actriz, cantante y compositora argentina.Inició su carrera como actriz a los 10 años con un papel menor en la serie infantil Patito feo. En su adolescencia saltó a la fama internacional luego de interpretar a Violetta Castillo en la serie juvenil musical original de Disney Channel Latinoamérica, Violetta (2012-2015), y así como nuevamente en la secuela de la serie, la película Tini: El gran cambio de Violetta (2016). Además, grabó el tema central de la película de Disney, Frozen, «Libre soy».
En el año 2016 dio un giro en su carrera musical al firmar un contrato con el sello Hollywood Records y lanzó su álbum debut de estudio homónimo, Tini. El álbum vendió más de 100.000 copias en todo el mundo en menos de dos meses y alcanzó el número uno en su natal Argentina, así como el top 10 en varios países europeos. Su segundo álbum Quiero volver (2018), en donde incursionó con sonidos de pop latino y música urbana; con algunas canciones en español y otras en inglés, también encabezó la lista de discos en su país, convirtiéndose en su segundo álbum número uno en el país. Los dos primeros sencillos del álbum, que serían certificados platino en Argentina, «Te quiero más» con Nacho y la siguiente canción «Por qué te vas», fueron sus dos primeros temas en ingresar al top 20 del Argentina Hot 100 de Billboard. El álbum también generó la colaboración «Princesa», con Karol G, sencillo que le permitió irrumpir en las listas Latin Airplay y Latin Pop de Billboard de Estados Unidos.
Tini mantuvo su sonido pop latino, pero también experimentó con nuevos sonidos urbanos y tropicales que incluyen reguetón, la cumbia y el trap latino en su tercer álbum de estudio, Tini Tini Tini (2020). El disco recibió la certificación de doble diamante de la Cámara Argentina de Productores de Fonogramas y Videogramas (CAPIF) por vender más de 500.000 copias digitales sólo en su natal país. Este disco generó su sencillo de doble platino «Fresa», el platino «Oye» y el oro «Ella dice», que fueron sus primeros sencillos en debutar en el top 5 del Argentina Hot 100. Los sencillos la ayudaron para romper el récord de más debuts en el top 5 en la lista Argentina Hot 100. Su éxito se solidificó aún más con su cuarto álbum Cupido (2023), que debutó en el puesto 45 en los Top Latin Albums de Estados Unidos y en el número ocho en los Latin Pop Albums de Estados Unidos, convirtiéndose en su primera entrada en la lista de álbumes de Billboard. Cupido fue precedido por el sencillo principal «Miénteme», que le permitió conseguir su primer número uno en el Argentina Hot 100. Le siguieron «Bar» y «La triple T». Los sencillos también figuraron en Billboard Global 200 y Global Excl. UU., marcando su primera aparición en el Global 200 y convirtiéndola en la primera artista argentina en lograr tal éxito. El álbum también generó dos entradas de Latin Pop Airplay de Billboard: «Maldita Foto», que debutó en el puesto 15 y «La loto», que debutó en el puesto 8 respectivamente. Su quinto álbum Un mechón de pelo se lanzó en 2024.  En el álbum se encuentran canciones como «Buenos Aires»  y  «Me voy». Siendo éste un álbum en solitario, relata las dificultades de estar expuesta en el medio desde muy chica y la manera en la que lucha contra las críticas.
Por estos discos, sus reconocimientos incluyen tres Premios Gardel, siete Premios Quiero, un premio Kids' Choice Awards Argentina, un premio Nickelodeon Kids' Choice Awards Colombia, tres premios Bravo Otto, dos Premios Martín Fierro, un premio LOS40 Music Awards, tres premios MTV Millennial Awards, dos premios MTV Europe Music Awards y dos Gaviotas de Plata y Oro en la edición 2023 del connotado Festival Internacional de la Canción de Viña del Mar en Chile, además de las nominaciones a los Heat Latin Music Awards, Nickelodeon Kids' Choice Awards, Latin American Music Awards, Urban Music Awards, entre otros. En 2016, Tini fue incluida en la lista de The Hollywood Reporter de las 25 mujeres más poderosas de la televisión mundial. De 2017 a 2021, fue nombrada «Artista del año» argentina de Billboard y la artista argentina más reproducida en Spotify para cada año, de forma consecutiva. Se convirtió en la única artista en vender completamente nueve conciertos consecutivos en el Estadio Luna Park de Buenos Aires, además de vender seis conciertos consecutivos en el Hipódromo Argentino de Palermo. En 2021, fue nombrada en la lista de ¡Hola! de las 100 mejores mujeres latinas poderosas; de 2019 a 2022, también fue nombrada una de las 10 mujeres más influyentes de Argentina.

## Biografía y carrera artística

### 1997-2011: Primeros años de vida e inicios profesionales
Martina Stoessel nació el 21 de marzo de 1997 en Buenos Aires, hija de Mariana Muzlera y del director y productor de televisión Alejandro Stoessel. Tiene un hermano, Francisco, un año mayor que ella. Stoessel comenzó su formación artística desde muy joven estudiando canto, piano, comedia musical, teatro musical y danza en Buenos Aires. Al mismo tiempo asistió a la escuela primaria y secundaria en dos colegios privados bilingües español-inglés: el Colegio San Marcos y el Colegio Martín y Omar de San Isidro, en el Gran Buenos Aires.
En 2007, Stoessel tuvo un bolo en la primera temporada de la telenovela infantojuvenil argentina, Patito feo, como Martina, una de las asistentes de Fito Bernardi. También interpretó el papel de Anna en un episodio de flashback de la misma serie. [cita requerida]
En 2011 Stoessel grabó la versión en español de la canción de Shannon Saunders, «The Glow», llamada «Tu resplandor»; la canción fue incluida en el álbum, Disney Princess: Fairy Tale Songs. Interpretó la canción en un evento de Disney Channel Latinoamérica llamado Celebratón el 31 de diciembre de 2011. Posteriormente, la canción se lanzó en un álbum en marzo de 2012.

### 2012-2014:Violettay éxito internacional

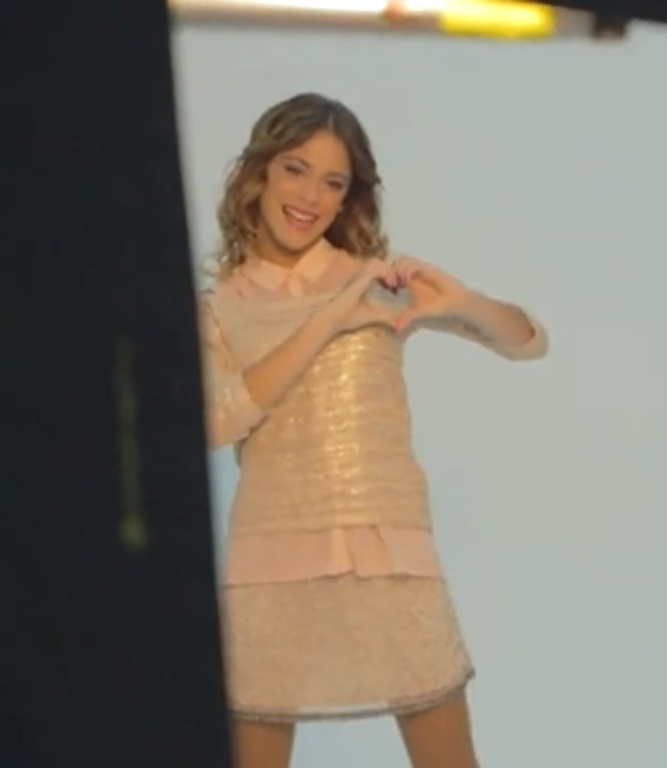
Stoessel en una sesión de fotos entre bastidores para la segunda temporada de Violetta en 2013.

Stoessel llegó al proyecto de Violetta a partir de que su padre, Alejandro, había presentado otro proyecto televisivo a los productores de Disney Channel Latinoamérica, quienes más tarde le informaron sobre la apertura de las audiciones para el papel principal de la próxima serie de televisión de la cadena, que sería Violetta. A fines de 2011, luego de un intenso proceso de casting, Stoessel obtuvo el papel principal en la serie musical orientada a preadolescentes, desarrollada como una coproducción entre Disney Channel Latinoamérica, Europa, Medio Oriente y África. La primera temporada del programa comenzó a producirse en Buenos Aires en 2012. Stoessel interpretó al personaje principal, Violetta Castillo, durante las tres temporadas del programa. Además grabó el tema principal de la primera temporada de la serie, «En mi mundo», que luego se lanzó como sencillo el 5 de abril de 2012 para promocionar el programa. La canción apareció en el primer álbum de la banda sonora de Violetta, que se lanzó en junio de 2012. Posteriormente, grabó la versión italiana, «Nel mio mondo» y la versión en inglés, «In My Own World». Ambas versiones fueron incluidas en la segunda banda sonora de Violetta, Cantar es lo que soy, estrenada el 29 de noviembre de 2012. Las canciones fueron utilizadas como tema principal de la serie en sus transmisiones internacionales en Italia, Reino Unido y Estados Unidos a través de Netflix. Por el papel, Stoessel ganó un premio a Revelación femenina en la edición de 2012 de los Nickelodeon Kids' Choice Awards Argentina, el Premio Martín Fierro a la actriz revelación y también fue nominada para la versión estadounidense de los Kids' Choice Awards, los Nickelodeon Kids' Choice Awards, en la categoría Artista latina favorita.
En 2013, Stoessel y el elenco de Violetta estrenaron la segunda temporada del programa y se embarcaron en su primera gira de conciertos, Violetta en Vivo, por Latinoamérica y Europa, en apoyo a la serie y sus discos. Apareció en el tercer álbum de la banda sonora de Violetta, Hoy somos más, lanzado en junio de 2013. El 10 de agosto de 2013, Stoessel actuó, junto con el elenco de Violetta, en el evento benéfico televisivo de UNICEF Un sol para los chicos, donde cantó las canciones, «Ser mejor» y «En mi mundo». En 2013, grabó «Libre soy» y «All'Alba Sorgerò», las versiones en español e italiano de la canción «Let It Go», la canción de los créditos finales de la película animada de Walt Disney Pictures Frozen. Estas versiones de la canción se usaron en los créditos finales de la película en Hispanoamérica e Italia. En noviembre de 2013, Stoessel grabó la cuarta banda sonora de Violetta, Violetta en Vivo. Incluye canciones de las dos primeras temporadas de Violetta y canciones de la gira Violetta en Vivo.

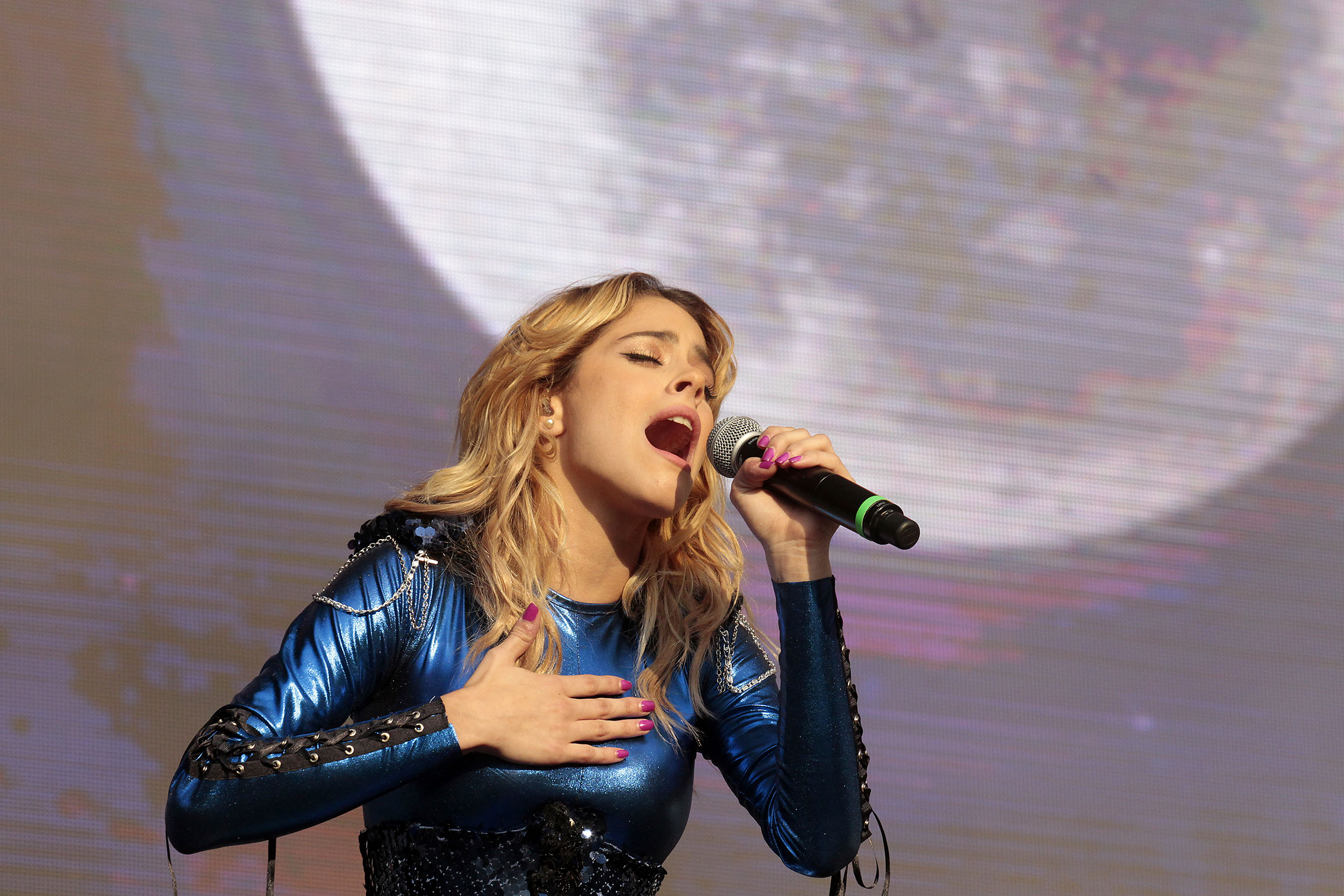
Stoessel actuando en la fiesta PRO de Buenos Aires en mayo de 2014.

Stoessel también apareció como entrevistada en los programas de televisión The U-Mix Show y Disney Planet para Disney Channel Latinoamérica. En 2014, prestó su voz para un breve papel en la versión doblada al italiano de la película animada de Walt Disney Pictures Monsters University. En mayo de 2014, Stoessel publicó su primer libro, una biografía en coautoría llamada Simplemente Tini, sobre su crianza y eventual ascenso a la popularidad internacional. Ese mismo mes, realizó un concierto musical gratuito, promocionado como "Juntada tinista", en las inmediaciones del Monumento a la Carta Magna y las Cuatro Regiones de Argentina, organizado por el gobierno de la ciudad de Buenos Aires, bajo el lema Cuidemos el planeta. Ese mismo año estrenó la tercera y última temporada de Violetta. La quinta banda sonora de Violetta, Gira mi canción, fue lanzada el 18 de julio de 2014. Todos los álbumes de la banda sonora de Violetta fueron platino o superior. En septiembre de 2014, Stoessel actuó en un partido de fútbol benéfico del Partido Interreligioso por la Paz, convocado por el Papa Francisco en el Estadio Olímpico de Roma, donde cantó «Nel mio mondo» y la canción «Imagine» de John Lennon.

### 2015-2017: Debut cinematográfico y debut musical en solitario

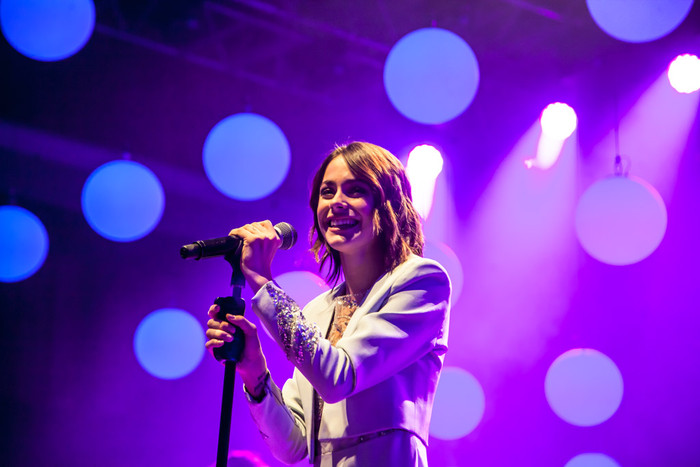
Stoessel actuando en La Usina en 2016.

Stoessel y algunos de los miembros del elenco de Violetta filmaron la película, Tini: El gran cambio de Violetta. La película fue filmada en las pausas entre conciertos de la última gira de Violetta llamada Violetta Live. Esta gira se ubicó entre las cinco giras más taquilleras de 2015 y entre las cinco giras más taquilleras de Disney, rompiendo el récord de su última gira, Violetta en vivo.
La producción de la película comenzó el 7 de octubre de 2015 y finalizó a mediados de diciembre de 2015, y fue filmada mayormente en Europa, con locaciones en Sicilia, Cádiz y Madrid. A fines de diciembre de 2015, se lanzó el primer tráiler con escenas de la película. La película se estrenó en varios países de Latinoamérica y Europa. En Argentina se estrenó el 2 de junio de 2016.
Al mismo tiempo que finalizaba su trabajo en Violetta Stoessel comenzó a desarrollar su propia música. El 21 de agosto de 2015, se anunció que Stoessel había firmado un contrato de grabación con Hollywood Records para lanzar su propio material en solitario bajo el nombre artístico recién adoptado Tini.

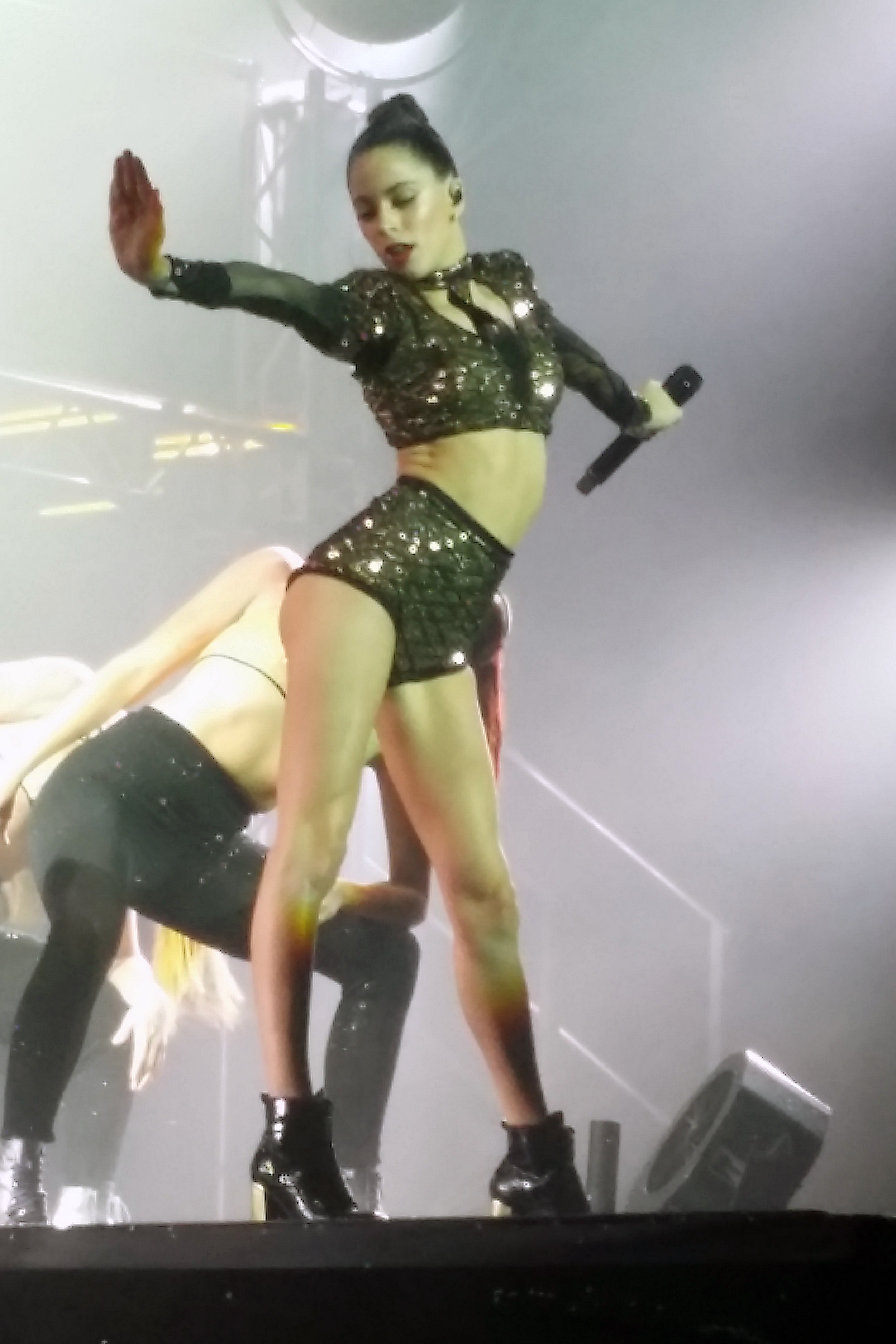
Stoessel actuando en su gira Got Me Started Tour en 2017.

Desde enero de 2016 hasta principios de marzo de 2016, grabó su álbum debut en Los Ángeles, California. Su álbum debut, Tini, se lanzó en todo el mundo en formatos digitales y físicos el 29 de abril de 2016. El álbum contiene dos discos: uno que sirve como banda sonora de Tini: El gran cambio de Violetta y un álbum en solitario de Stoessel con canciones en español e inglés. Stoessel anunció que «Siempre brillarás» sería el sencillo principal utilizado para promocionar el lanzamiento de Tini: El gran cambio de Violetta. La canción estuvo disponible para el 25 de marzo de 2016 con la compra en preventa de su álbum debut. La canción también se grabó en inglés y se lanzó con el título «Born to Shine». El video musical de «Siempre brillarás», con escenas de Tini: El gran cambio de Violetta, fue lanzado el 25 de marzo de 2016. El video musical del segundo sencillo promocional de la banda sonora, «Losing the Love», fue lanzado el 6 de mayo de 2016, y el video incluyó fragmentos de la película. Stoessel interpretó canciones de su álbum debut en su primer showcase como solista en La Usina del Arte en Buenos Aires el 12 de junio de 2016. El showcase fue filmado y transmitido en su canal oficial de YouTube del 22 al 28 de agosto de 2016. El 24 de junio de 2016, Stoessel lanzó su segundo sencillo en solitario, «Great Escape», junto con la versión en español de la canción, «Yo me escaparé». El video musical de «Great Escape» se filmó en Buenos Aires y luego se estrenó el 8 de julio de 2016. El 14 de octubre de 2016, Stoessel lanzó la edición de lujo de su álbum debut, que incluye «Yo me escaparé» y la versión en español de la canción «Got Me Started», «Ya no hay nadie que nos pare», con la voz del cantante colombiano Sebastián Yatra. Stoessel lanzó «Got Me Started», junto con «Ya no hay nadie que nos pare», como su tercer sencillo en solitario para coincidir con el lanzamiento de la edición de lujo de su álbum. El video musical de «Got Me Started» fue lanzado el 8 de diciembre de 2016, mientras que el video de «Ya no hay nadie que nos pare» fue lanzado el 19 de enero de 2017. Se lanzó el cuarto sencillo en solitario de Stoessel, «Si tú te vas», el 4 de mayo de 2017, junto con el video musical de la canción. El 18 de marzo de 2017, Stoessel comenzó su primera gira de conciertos en solitario, Got Me Started Tour, comenzando en Europa y luego dirigiéndose a Latinoamérica. La gira fue catalogada como la gira con mayor recaudación de 2017 en Argentina y en la lista 2017 Mid-Top 100 Worldwide Tours de Pollstar. En el verano de 2017, Stoessel interpretó a sí misma como estrella invitada en dos episodios de la segunda temporada de la serie de telenovelas Soy Luna de Disney Channel Latinoamérica. En junio, Stoessel apareció en «Todo es posible», una colaboración con el cantante español David Bisbal para la banda sonora de la película Tadeo Jones 2: El secreto del rey Midas. En julio, Stoessel apareció en «It's a Lie», la canción del tercer álbum de estudio de The Vamps, Night & Day, y también apareció junto a su colega artista y patrocinador de la fundación Voz Por La Paz, Odino Faccia, en el himno de la paz mundial, «Somos El Cambio», que fue escrita por el expresidente de los Estados Unidos, Barack Obama, y la canción fue interpretada por primera vez en la ceremonia de Red Voz Por La Paz el año anterior.

### 2018-2020:Quiero volveryTini Tini Tini

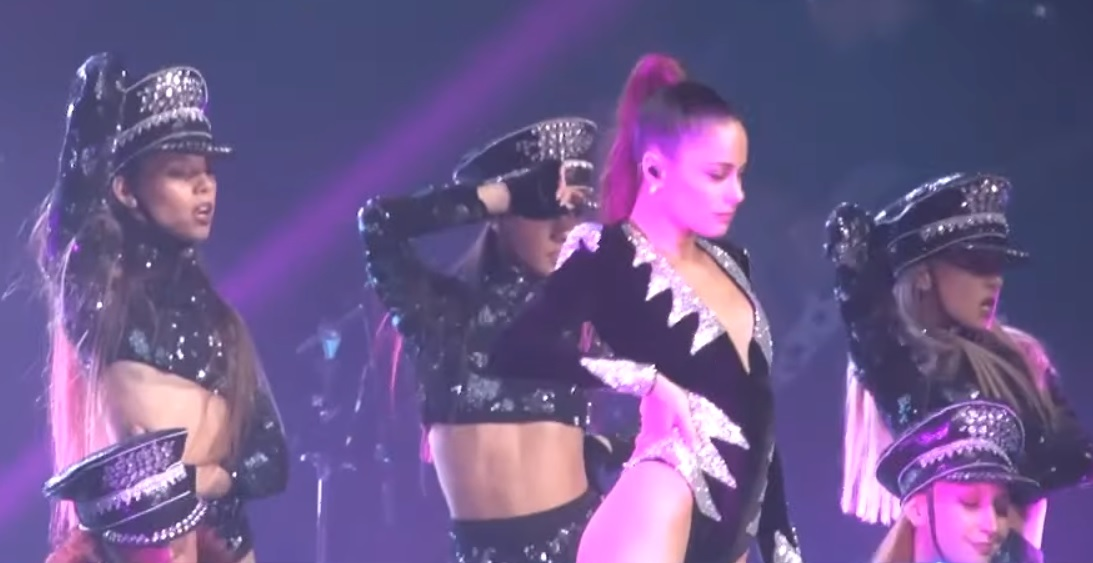
Stoessel actuando en su gira Quiero Volver Tour en Punta del Este en 2019.

La colaboración entre Stoessel y el cantante venezolano Nacho titulada «Te quiero más» fue lanzada el 13 de octubre de 2017 como el sencillo principal de su segundo álbum. En diciembre de 2017, Stoessel hizo una aparición especial como ella misma en un episodio de la telenovela Las Estrellas, y apareció en un remix de «Lights Down Low» de MAX, titulado «Latin Mix». El 6 de abril de 2018, Stoessel lanzó «Princesa», un dueto con Karol G, como el segundo sencillo de su segundo álbum. El sencillo se convirtió en el primer sencillo de Stoessel en encabezar la lista nacional en Argentina. Además, el sencillo llegó a las listas de Latin Pop Airplay y Latin Pop Songs de Estados Unidos. El 22 de junio de 2018, Stoessel lanzó «Consejo de amor», con la banda colombiana de folk rock Morat, como el tercer sencillo de su segundo álbum. El 26 de julio de 2018, Stoessel apareció junto a Flo Rida en un remix del exitoso sencillo «La cintura» de Álvaro Soler. En agosto de 2018, se anunció que Stoessel se había unido a La Voz Argentina como entrenador de la segunda temporada del reality show de competencia; Stoessel es el juez más joven en cualquier encarnación de la franquicia The Voice. En el mismo mes, fue portada de la revista Vogue México y Latinoamérica. El 3 de agosto de 2018, Stoessel lanzó «Quiero volver», un dueto con Sebastián Yatra, como el cuarto sencillo de su segundo álbum. El 24 de agosto de 2018, Stoessel apareció junto a la cantante colombiana Greeicy en un remix de la canción «Lo malo» de las cantantes españolas Aitana y Ana Guerra.

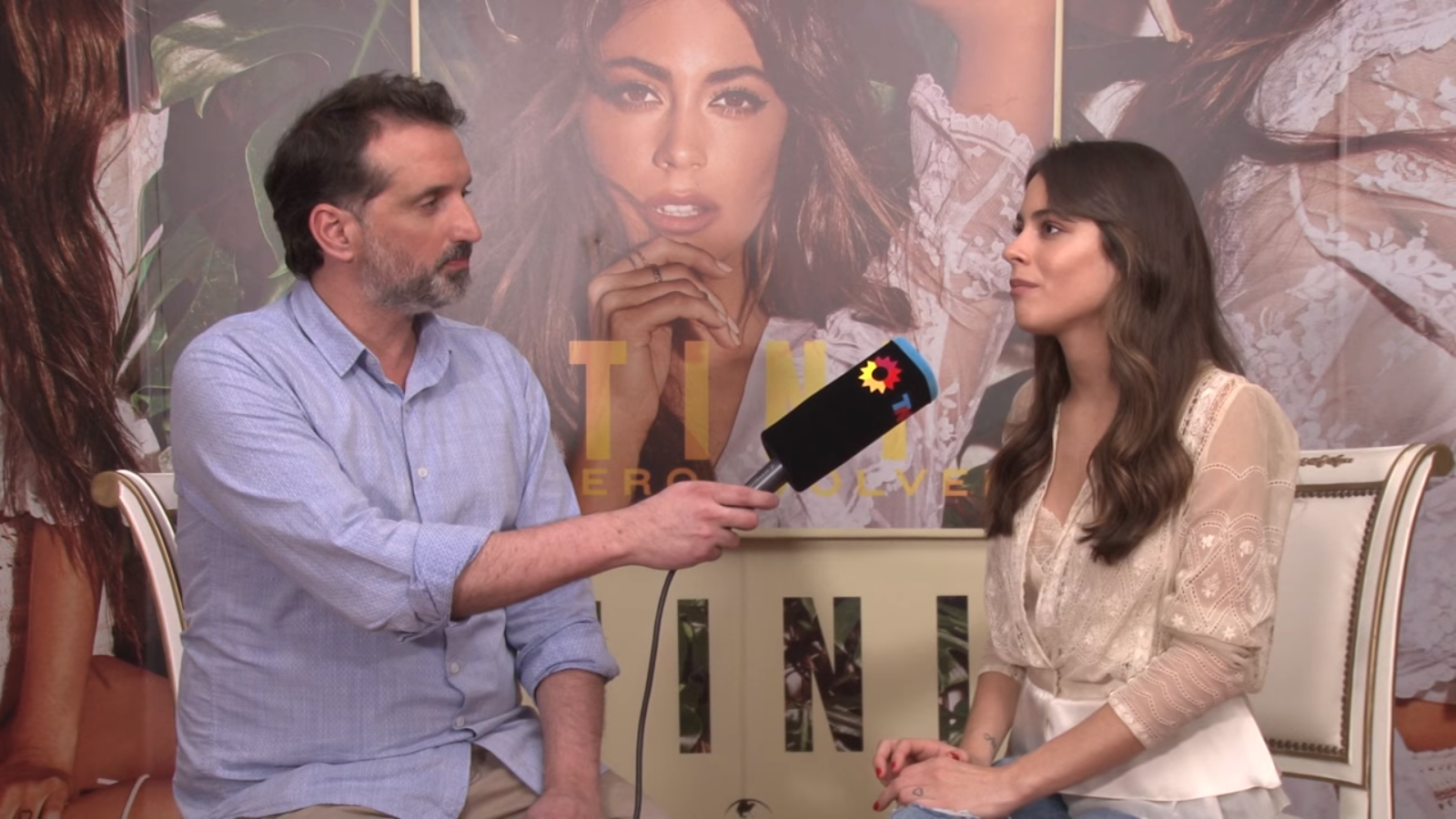
Stoessel durante una entrevista para Todo Noticias en 2018.

En septiembre de 2018, Stoessel anunció su segunda gira de conciertos, Quiero Volver Tour, que comenzó el 13 de diciembre de 2018 en el Estadio Luna Park de Buenos Aires. Gracias a esta gira, Stoessel logró un récord como el artista argentino con más entradas agotadas en el Estadio Luna Park, realizando un total de nueve conciertos, ocho de los cuales se agotaron por completo. El segundo álbum de Stoessel titulado Quiero volver fue lanzado el 12 de octubre de 2018. El 2 de noviembre de 2018, Stoessel lanzó «Por que te vas», una colaboración con Cali y El Dandee, como el quinto sencillo de su segundo álbum. En el mismo mes, apareció junto a Chelcee Grimes y Jhay Cortez en «Wild», la canción del álbum debut de Jonas Blue, Blue, lanzada como sencillo en febrero de 2019. El videoclip de «Wild» se grabó en Bogotá, Colombia. El 10 de abril de 2019, Stoessel participó del concierto de la cantante chilena Cami en el Movistar Arena, en el que interpretaron juntas la canción «Pa callar tus penas». Stoessel prestó su voz a Moxy en la versión doblada al español de la película de comedia musical animada UglyDolls, estrenada en mayo de 2019.
En mayo de 2019, se anunció que Stoessel se había unido al reality show de talentos Pequeños Gigantes Argentina como juez. La colaboración entre Stoessel y Greeicy titulada «22» se lanzó el 3 de mayo de 2019 como el primer sencillo del tercer álbum de Stoessel. La canción, cuyo video musical cuenta con participación de Sergio Agüero y Pablo Lescano, alcanzó el puesto número ocho en Argentina Hot 100 y se convirtió en el primer sencillo de Stoessel entre los diez primeros en la lista. El 14 de junio de 2019, Stoessel apareció en «Sad Song», una colaboración con el DJ sueco Alesso. El 26 de julio de 2019, Stoessel lanzó «Suéltate el pelo» como el segundo sencillo de su tercer álbum, así como parte de la promoción de Pantene. El 6 de septiembre de 2019, Stoessel lanzó «Fresa», una colaboración con el cantante colombiano Lalo Ebratt, como el tercer sencillo de su tercer álbum. La canción alcanzó el puesto número tres en Argentina Hot 100, convirtiéndose en el primer sencillo de Stoessel entre los cinco primeros en la lista. El 11 de octubre de 2019, Stoessel lanzó «Oye», a dúo con Sebastián Yatra, como el cuarto sencillo de su tercer álbum. La canción debutó en el número tres en Argentina Hot 100, convirtiéndose en el segundo sencillo consecutivo de Stoessel entre los cinco primeros en la lista. El sencillo se convirtió en la tercera canción en la historia de la lista en lograr un debut en el número tres y convirtió a Stoessel en la única mujer en debutar dos canciones en el top 5 en la lista Argentina Hot 100. El 10 de enero de 2020, Stoessel lanzó «Recuerdo», una colaboración con el dúo venezolano Mau y Ricky, como el quinto sencillo de su tercer álbum.
La colaboración entre Stoessel y el productor colombiano Ovy on the Drums titulada «Ya no me llames» fue lanzada el 25 de marzo de 2020. En mayo de 2020, Stoessel lanzó, en colaboración con YouTube, una docuserie de dos partes titulada Tini Quiero Volver Tour. Muestra detrás de escena y material del concierto de la gira Quiero Volver Tour de Stoessel, y sigue su vida profesional durante la gira. La serie debutó el 22 de mayo de 2020. Stoessel apareció junto al DJ y productor holandés R3hab y la banda mexicana de pop rock Reik en una canción titulada «Bésame (I Need You)», lanzada el 5 de junio de 2020. El 15 de julio de 2020, Stoessel apareció junto a su compañera artista de trap Khea en «Ella dice», el sexto sencillo de su tercer álbum. La canción alcanzó el puesto número cuatro en Argentina Hot 100, convirtiéndose en el tercer sencillo de Stoessel entre los cinco primeros en la lista. El 3 de septiembre de 2020, Stoessel apareció junto a Lola Índigo en el remix de la canción de María Becerra titulada «High». El remix alcanzó el puesto número dos en Argentina Hot 100, convirtiéndose en el cuarto sencillo de Stoessel entre los cinco primeros en la lista.
El 24 de septiembre de 2020, Stoessel lanzó «Duele», con el artista de trap John C, como el séptimo sencillo de su tercer álbum. La canción alcanzó el puesto número diez en Argentina Hot 100, convirtiéndose en el sexto sencillo de Stoessel entre los diez primeros en la lista. En octubre de 2020, Stoessel se desempeñó como asesor clave en la versión española de The Voice para su séptima temporada. El 29 de octubre de 2020, Stoessel apareció junto a Alejandro Sanz en «Un beso en Madrid», el octavo sencillo de su tercer álbum. El 16 de noviembre de 2020, Stoessel anunció que su tercer álbum se titularía Tini Tini Tini y se lanzaría el 3 de diciembre de 2020. Stoessel hizo historia al recibir una certificación de doble diamante por el álbum. El álbum también se incluyó en el Top 5 de álbumes más escuchados en todo el mundo en las listas de Spotify. El día del lanzamiento del álbum, Stoessel lanzó «Te olvidaré» como el noveno sencillo. El 6 de diciembre de 2020, Stoessel actuó en un concierto en vivo titulado Tini Tini Tini Live, en colaboración con Claro, donde cantó varias canciones de su tercer álbum. También se informó que Stoessel protagonizaría junto a Sebastián Yatra una serie de televisión en streaming de Disney+ titulada Siempre fui yo. El 24 de diciembre de 2020, se anunció que Stoessel y Yatra habían dejado la preproducción de la serie, y Karol Sevilla y Pipe Bueno asumieron sus respectivos roles.

### 2021-2023:Cupido
En marzo de 2021, Stoessel reveló que firmó con Sony Music Latin. La colaboración entre Stoessel y María Becerra, titulada «Miénteme», se lanzó el 29 de abril de 2021 como el sencillo principal del cuarto álbum de Stoessel. La segunda colaboración entre ambas artistas, luego del remix del sencillo «High» de Becerra, debutó en el puesto 75 del Argentina Hot 100. La canción alcanzó el puesto número uno la semana siguiente, marcando el mayor salto al primer puesto en la historia de la lista. Se convirtió en el primer sencillo número uno de Stoessel en Argentina y pasó seis semanas consecutivas en la cima de la lista. «Miénteme» también debutó en el Billboard Global 200 y Global Excl. US, ocupando los puestos 65 y 62, lo que la convierte en la primera artista argentina en ingresar a ambas listas. La canción fue certificada diamante por CAPIF en mayo de 2022. El 21 de junio de 2021, apareció junto al rapero Duki en el remix de la canción «2:50» del dúo musical MYA. El remix alcanzó el puesto número tres en Argentina Hot 100. El 2 de julio de 2021, Stoessel colaboró junto a las cantantes Lola Índigo y Belinda en la canción «La niña de la escuela» del álbum La niña de la primera. La canción alcanzó el puesto número nueve en la lista Promusicae de España y el número treinta y siete en Argentina. El 19 de agosto de 2021, lanzó «Maldita foto», una colaboración con el cantante colombiano Manuel Turizo, como el segundo sencillo de su cuarto álbum. La canción alcanzó el puesto número once en Argentina y alcanzó el número quince en la lista Latin Pop Airplay de Estados Unidos. Stoessel apareció junto al cantante venezolano Danny Ocean en la canción «Tú no me conoces», lanzada el 1 de octubre de 2021. El 30 de octubre de 2021 realizó un concierto único en la Costanera de Posadas de Posadas, con Lola Índigo y el rapero Khea como invitados; asistieron más de 100.000 personas, rompiendo el récord de mayor audiencia para un concierto en Argentina. Ayudó a generar un movimiento económico de más de 34 millones de pesos argentinos para la provincia. El 11 de noviembre de 2021, Stoessel lanzó «Bar», una colaboración con el cantante L-Gante, como el tercer sencillo de su cuarto álbum.

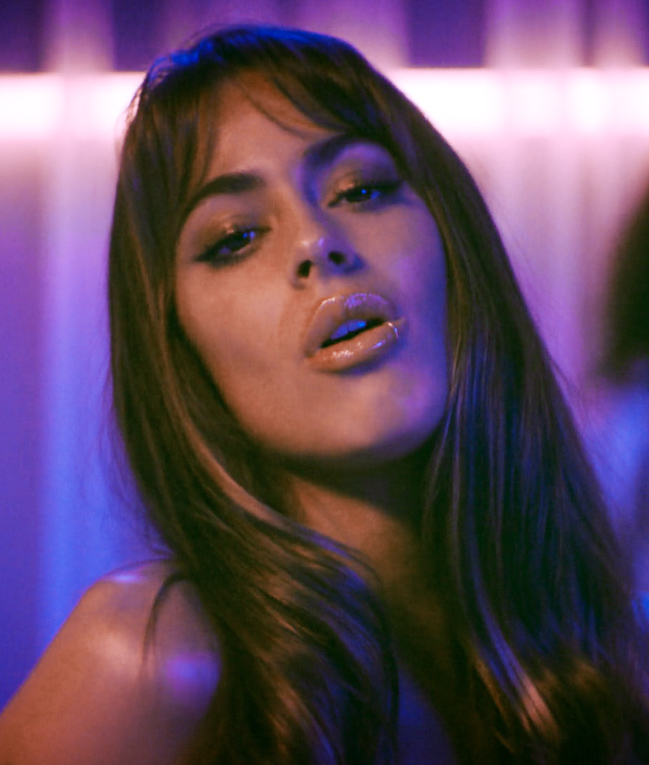
Stoessel en el video musical de «Bar» en 2021.

«Bar» debutó en el número seis en Argentina Hot 100 y el debut entre los diez primeros en la lista hizo que los artistas de Stoessel y L-Gante aparecieran en Hot Shot Debut. Más tarde, la canción alcanzó el puesto número uno en Argentina Hot 100, convirtiéndose en el segundo sencillo número uno de Stoessel en la lista. Stoessel contribuyó a la banda sonora de la película animada Koati con una canción titulada «Vueltas en tu mente»; la banda sonora producida por Marc Anthony se lanzó el 26 de noviembre de 2021. El 29 de noviembre de 2021, en entrevista con Glamour México, anunció que lanzará su cuarto álbum en 2022 y que ha experimentado con nuevos géneros musicales y colaborado con varios artistas en él, y también reveló que protagonizará una película dramática china titulada The Diary, dirigida por Jackie Chan, y que su fecha de estreno se retrasó hasta 2022 debido a la pandemia de COVID-19. El 9 de diciembre de 2021, Stoessel lanzó una canción titulada «Aquí Estoy» como parte de su segunda colaboración con Pantene, coincidiendo con el lanzamiento del video musical con los ganadores del Aquí Estoy Challenge y su concierto promocional en vivo titulado Aquí Estoy Show.
El 17 de febrero de 2022, lanzó «Fantasi», una colaboración con el cantante Beéle, como cuarto sencillo de su cuarto álbum. La canción alcanzó el puesto número seis en Argentina. El 5 de mayo de 2022, Stoessel lanzó «La Triple T», el quinto sencillo de su cuarto álbum. La canción alcanzó el número uno en Argentina, luego de su debut en el número 53, registrando el segundo mayor salto al primer lugar en la historia del Argentina Hot 100, después de su propio «Miénteme». Encabezó la lista durante cinco semanas consecutivas, se convirtió en su tercer sencillo número uno en Argentina y el primero como solista. El 19 de mayo, Stoessel lanzó «Carne y hueso» como sexto sencillo de su próximo álbum. La canción alcanzó el top 20 en Argentina. En apoyo de Tini Tini Tini y su próximo álbum, se embarcó en la gira Tini Tour, que comenzó en Buenos Aires, Argentina, el 20 de mayo de 2022 y finalizó el 5 de noviembre de 2023 en Los Ángeles, California. Fue su primera gira para visitar los Estados Unidos. Dos espectáculos del ciclo, los del 28 de mayo y el 23 de diciembre de 2022 en el Hipódromo Argentino de Palermo y el Campo Argentino de Polo de Buenos Aires, fueron transmitidos y estrenados como películas de concierto, titulados Tini Tour 2022: En Vivo desde Buenos Aires y Tini Tour 2022: La Despedida del Año en Star+ en Latinoamérica, y en Disney+ en los Estados Unidos. El quinto espectáculo de la gira marcó la primera presentación transmitida en vivo por Disney para Latinoamérica y Estados Unidos simultáneamente. Con esta gira, Stoessel se convirtió en la primera actuación femenina en agotar las entradas y realizar seis espectáculos en el Hipódromo Argentino. La gira fue precedida por una serie de conciertos en festivales de música dirigidos por Stoessel en Argentina, Chile y Bolivia. Colaboró con Christina Aguilera en la canción «Suéltame», lanzada el 30 de mayo de 2022 como sencillo principal del EP de esta última, La Tormenta, y cuarto sencillo del álbum Aguilera. Alcanzó el puesto 23 en la lista Latin Pop Airplay de Estados Unidos. En julio y septiembre, Stoessel lanzó «La Loto» con Becky G y Anitta, y «El último beso» con Tiago PZK como séptimo y octavo sencillos de su cuarto álbum. Ambas canciones debutaron y alcanzaron el puesto número siete en Argentina. «La Loto» se convirtió en la primera entrada de Stoessel entre los diez primeros en la lista Latin Pop Airplay de Estados Unidos, alcanzando el puesto número ocho. Apareció en la canción «Un Reel» del álbum Ozutochi de Ozuna, lanzado el 7 de octubre de 2022. El 14 de octubre de 2022, Stoessel apareció junto a María Becerra, Greeicy y Becky G en un remix de la canción «La ducha» de Elena Rose. Apareció junto a algunos de los miembros del elenco de Violetta en un especial de Disney+ que celebra el décimo aniversario del programa, Solo Amor y mil Canciones, lanzado el 8 de diciembre de 2022.
El 12 de enero de 2023, Stoessel lanzó «Muñecas», una colaboración con la rapera La Joaqui y el DJ estadounidense Steve Aoki, como el noveno sencillo de su cuarto álbum. La canción debutó en el número cinco en Argentina, convirtiéndose en la cuarta entrada de Hot Shot Debut de Stoessel, y luego alcanzó el puesto número tres en la lista. Stoessel también reveló que su próximo álbum de estudio se lanzaría en febrero. El 26 de enero de 2023, anunció el título de su cuarto álbum de estudio, Cupido, y su fecha de lanzamiento el 16 de febrero de 2023, en el programa de entrevistas español El hormiguero. A fines de mes, Stoessel y el cantante mexicano Christian Nodal lanzaron «Por el resto de Tu vida». Stoessel reveló la lista de canciones de Cupido el 1 de febrero de 2023. El 14 de febrero de 2023, lanzó la canción principal como el décimo y último sencillo del álbum principal. La canción alcanzó el número tres en Argentina, convirtiéndose en la décima entrada entre los cinco primeros y la decimocuarta entre los diez primeros de Stoessel. También se convirtió en su canción con mejor interpretación en el Billboard Global 200 Excl. de Estados Unidos, alcanzando el puesto 32 y llegó a los setenta primeros del Global 200. Cupido, principalmente un disco con infusión de cumbia y pop urbano, integra elementos y fuertes influencias del reguetón, el pop latino y la electrónica. El álbum, el primero con Sony Music Latin, fue bien recibido y alcanzó el puesto número tres en la lista de álbumes argentinos, convirtiéndose en la cuarta entrada consecutiva de Stoessel entre los cinco primeros en Argentina. Además, debutó y alcanzó el puesto número ocho y 45 en las listas Latin Pop Albums y Top Latin Albums de Billboard en los Estados Unidos, con ventas en la primera semana de 2000 unidades equivalentes a álbumes. Stoessel se convirtió en el primer acto argentino desde Miguel Caló (2016) y la primera mujer argentina desde Soledad Pastorutti (2014) en debutar un álbum entre los diez primeros de la lista anterior. Los temas «Te Pido» y «Las Jordans» se ubicaron en los puestos 53 y 58 en Argentina. Tanto Cupido como su canción principal obtuvieron la certificación doble platino (latino) en los Estados Unidos por la Recording Industry Association of America (RIAA) en octubre de 2023.
Tras el lanzamiento de Cupido, Stoessel lanzó una serie de colaboraciones a lo largo de 2023. La primera de ellas, «Me Enteré» con Tiago PZK, se lanzó el 18 de mayo de 2023. La canción marca su segunda colaboración, luego de «El último beso» (2022). Fue objeto de burlas con la leyenda «La Doble T», un guiño al sencillo de 2022 de Stoessel, «La Triple T», en sus redes sociales y vallas publicitarias en Buenos Aires. «Me Entere» alcanzó el puesto número seis en Argentina. Stoessel apareció luego junto al rapero BM en «Lágrimas» del productor Big One, estrenada el 10 de octubre. Al alcanzar el puesto número seis, marcó su decimoséptimo top 10 en Argentina. El último lanzamiento de Stoessel de 2023 fue «La original» con Emilia, que se lanzó el 2 de noviembre como el quinto sencillo del segundo álbum de estudio de esta última, .MP3. La canción debutó en el número uno en el Argentina Hot 100 y encabezó la lista durante siete semanas, lo que marcó el cuarto líder de Stoessel y empató con «Bar» como su primer puesto en las listas de mayor duración. «La original» alcanzó el puesto número cuatro en el Latin Pop Airplay de Billboard, convirtiéndose en su canción con mayor ranking en la lista.

### 2024-presente:Un mechón de pelo
En abril de 2023, Stoessel reveló en sus redes sociales que había comenzado a trabajar en su quinto álbum de estudio con los productores Andrés Torres y Mauricio Rengifo. El 26 de marzo de 2024, anunció su quinto álbum de estudio, titulado Un mechón de pelo, lanzado el 11 de abril. Es su primer álbum sin colaboraciones. El tema de apertura, «Pa», se lanzó el 1 de abril como sencillo principal del álbum. «Posta» fue lanzado el 4 de abril, como segundo sencillo del álbum. «Buenos Aires» fue lanzado el 9 de abril, como tercer sencillo del álbum. Además de las canciones antes mencionadas, al álbum contiene; Tinta 90, Me voy, Ellas, Ángel, Ni de ti, Bien y Miedo, las cuales completan el disco.

## Arte

### Estilo musical
Mientras trabajaba en Violetta, Stoessel conoció la música pop y la música latina. Más tarde transfirió el sonido pop a su primer álbum en solitario Tini (2016). A medida que Stoessel maduró, su siguiente disco, Quiero volver (2018), se describió como una evolución hacia un nuevo sonido que explora el sonido más serio de la música latina. Stoessel se expandió con géneros que son comunes a su país de origen como el reguetón, la cumbia, la música urbana y el trap, en su tercer álbum de estudio Tini Tini Tini (2020), que fue elogiado por tener «una variedad y todo tipo de sonido». Los elementos de la música latina también están presentes, además de integrar elementos y fuertes influencias de la electrónica, en su cuarto álbum de estudio Cupido, que describió como «Una era llena de crecimiento y descubrimiento personal». Además, Stoessel también es reconocible por sus baladas románticas y dijo:

«Sabes, no me despierto todos los días sintiéndome de una manera. No quiero hacer lo mismo todos los días. No escucho el mismo tipo de música, ni siquiera el mismo tipo de género, todos los días. Entonces, cuando se trata de grabar música, hago cosas diferentes. Siempre estoy cambiando, evolucionando. Algunos días quiero escribir una balada, otros quiero trabajar en una canción de reguetón. Quería desmenuzar estas ideas de que si escribes y cantas baladas, no puedes hacer mucho más».

Ella también usó en el poema con tango y explicó:

«En Argentina escuchamos mucho cumbia, y en «22» hicimos una fusión de cumbia y reguetón, y fue la primera canción que saqué de este disco. Y, «Duele» es muy parecido porque el tango es algo que representa a la Argentina ya todos los argentinos. La canción es una fusión de tango y trap, cosa que no había hecho antes. Esas dos canciones representan la herencia argentina».

### Influencias
Incluso antes de que Disney lanzara su carrera, y más por eso, Stoessel ya era fan y se inspiró a lo largo de su carrera en Miley Cyrus, Demi Lovato y Selena Gomez, quienes, al igual que ella, fueron exitosas protagonistas en Disney Channel y luego incursionó en la industria de la música. También fue cuestionada por los medios si seguiría el mismo camino -a veces polémico- que algunos de ellos, a lo que afirmó que cada uno hace lo que le gusta y sigue su propio camino; ella no seguiría el mismo camino que otras estrellas de Disney.
A medida que Stoessel creció en su profesión como cantante, también encontró otras fuentes de inspiración. Sus mayores influencias según Billboard son Beyoncé, Justin Bieber y Shakira. En 2019, en una historia de portada de la edición mexicana de Seventeen, cuando se le preguntó cuál era la más grande de ellas, Stoessel respondió: «¡Beyoncé! Es increíble, la amo. Amo todo lo que hace, su música, sus shows son increíbles, cómo baila […] me gusta que se vea cómo está presente en los más mínimos detalles». Esto ya lo confirmó en años anteriores a través de su estilo visual (trabajó con la estilista Paula Selby Avellaneda, quien había trabajado con Beyoncé), actuaciones en directo y coreografías. Stoessel citó además a Beyoncé como la persona con la que más le gustaría colaborar y también llamó a la cantante su «artista favorita»: «Ella ha inspirado mi carrera». Stoessel ha elogiado al músico español Alejandro Sanz, con a quien colaboró en la balada pop de 2020 «Un Beso en Madrid», a la que calificó como un «sueño hecho realidad», y el músico puertorriqueño Daddy Yankee, a quien citó como «maestro», afirmando que colaborar con él sería un «sueño»; creció escuchando a ambos artistas y los señaló como sus influencias en la música latina.

## Vida personal
Stoessel vive en San Isidro, provincia de Buenos Aires. Debido a la expansión de su carrera musical, también reside a menudo en Los Ángeles y en Miami (Estados Unidos).

## Otros emprendimientos

### Productos y avales
En 2015, Stoessel se convirtió en el rostro de la línea de rímel Miss Manga de L'Oréal Paris en Latinoamérica. En 2016 se convirtió en el rostro de la marca de ropa Cher. En 2017, Stoessel lanzó su línea de ropa llamada Tini by Martina Stoessel.
En 2018, se asoció con Ágatha Ruiz de la Prada y lanzó dos fragancias: Rebel Love y Wow Girl. En mayo de ese año, Stoessel fue anunciada como embajadora de la marca de la línea de automóviles de Great Wall Motor, Haval. Desde agosto de 2018, se desempeña como embajadora de Pantene Argentina y Latinoamérica.
En febrero de 2020, Stoessel se convirtió en embajadora de Adidas en Argentina. Ese mismo mes, fue anunciada como la cara de la marca de joyería Pandora en Latinoamérica, junto con su entonces novio Sebastián Yatra.
En 2022, Stoessel, junto con Anitta y Becky G, fue seleccionada como portavoz de la campaña «Igualdad de género en la música y más allá» de WhatsApp. Stoessel se convirtió en el rostro de Maybelline para Latinoamérica 2022. En noviembre, lanzó su línea de ropa en colaboración con Pull&Bear llamada «Colección Tini x P&B». Stoessel y Pull&Bear lanzaron su segunda colección juntos en mayo de 2023. En junio, se convirtió en embajadora de la marca de gafas de sol, Hawkers; una colaboración está programada para un lanzamiento en el verano de 2023. En julio, fue anunciada como embajadora mundial de Maybelline.

### Activismo y filantropía
El 10 de agosto de 2013, Stoessel actuó, junto con el elenco de Violetta, en el evento benéfico televisivo de UNICEF Un sol para los chicos, donde cantó las canciones «Ser mejor» y «En mi mundo». El 17 de noviembre de 2016, Stoessel fue nombrada embajadora honoraria de la paz mundial por el también activista de derechos humanos Adolfo Pérez Esquivel y la activista política guatemalteca Rigoberta Menchú, en la ceremonia Red voz por la paz en Buenos Aires. También es filántropa[cita requerida] y utiliza su fama como plataforma para influir positivamente en la vida de las personas que la rodean.
En agosto de 2018 y 2019, Stoessel participó nuevamente en Un sol para los chicos, una campaña solidaria a beneficio de UNICEF. Stoessel se convirtió en parte de la protección #GeneracionUnica de UNICEF por los derechos de todos los niños.

## Filmografía

### Cine
| Año  | Título                                     | Rol                      | Notas                                  |
| ---- | ------------------------------------------ | ------------------------ | -------------------------------------- |
| 2013 | Monsters University                        | Carrie Williams (voz)    | Doblaje al italiano                    |
| 2014 | Violetta en concierto                      | Violetta Castillo        | Película de concierto                  |
| 2016 | Tini: El gran cambio de Violetta           | Violetta «Tini» Castillo | Película de Violetta                   |
| 2019 | UglyDolls: Extraordinariamente feos        | Moxy (voz)               | Doblaje al español para Hispanoamérica |
| 2022 | Tini Tour 2022: En vivo desde Buenos Aires | Ella misma               | Película de concierto                  |
| 2022 | Tini Tour 2022: La despedida del año       | Ella misma               | Película de concierto                  |
| 2024 | Tini: Un mechón de pelo                    | Ella misma               | Película de concierto                  |

### Televisión
| Año       | Título                                   | Rol                         | Notas                  |
| --------- | ---------------------------------------- | --------------------------- | ---------------------- |
| 2007      | Patito feo                               | Martina                     | Papel menor            |
| 2012-2015 | Violetta                                 | Violetta Castillo           | Protagonista           |
| 2017      | Soy Luna                                 | Ella misma                  | Participación especial |
| 2017      | Las Estrellas                            | Ella misma                  | Participación especial |
| 2018      | El host                                  | Ella misma                  | Participación especial |
| 2019      | Sketch Final del programa Susana Giménez | Asistente de Susana Giménez | Participación especial |
| 2025      | Quebranto                                | Miranda Sanguinetti         | Protagonista           |

| Año  | Título                    | Rol                                                      |
| ---- | ------------------------- | -------------------------------------------------------- |
| 2018 | La Voz Argentina          | Jurado                                                   |
| 2019 | Pequeños gigantes         | Jurado                                                   |
| 2020 | La Voz España             | Asesora del jurado Alejandro Sanz                        |
| 2022 | Solo amor y mil canciones | Ella misma, especial web del 10° aniversario de Violetta |

## Discografía

### Álbumes solista
- 2016: Tini
- 2018: Quiero volver
- 2020: Tini Tini Tini
- 2023: Cupido[218]
- 2024: Un mechón de pelo[219]

## Giras musicales

### Como solista
- Got Me Started Tour (2017-2018)
- Quiero volver Tour (2018-2020)
- TINI Tour (2022-2023)
- Futttura (2025)

### Con Violetta
- Violetta en vivo (2013-2014)
- Violetta Live (2015)